# Tofsäxingar
Tofsäxingar (Koeleria) är ett släkte av gräs. Tofsäxingar ingår i familjen gräs.

## Bildgalleri

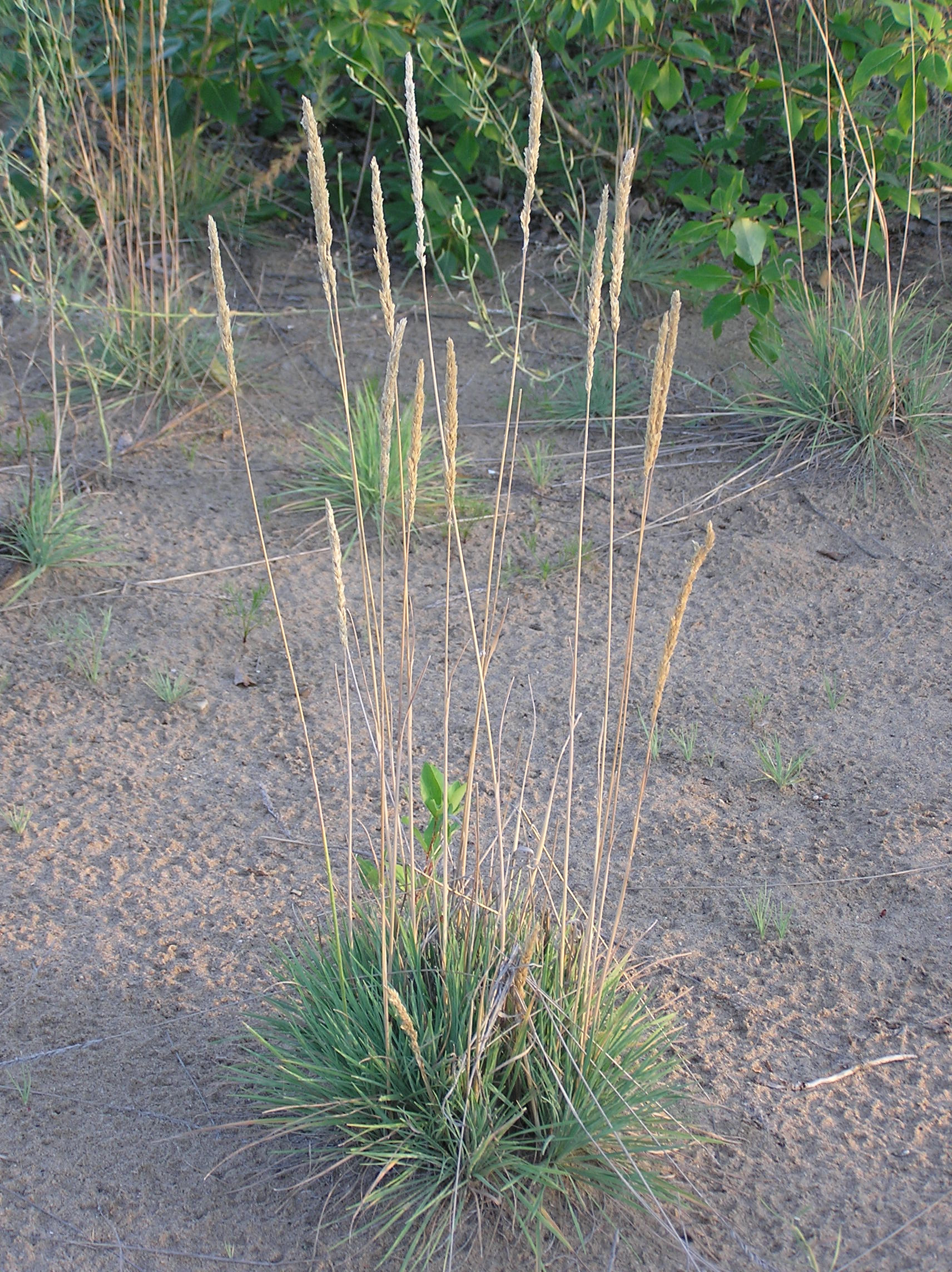

## Dottertaxa till Tofsäxingar, i alfabetisk ordning[1]
- Koeleria altaica
- Koeleria asiatica
- Koeleria askoldensis
- Koeleria besseri
- Koeleria biebersteinii
- Koeleria boliviensis
- Koeleria brevis
- Koeleria calderonii
- Koeleria capensis
- Koeleria carolii
- Koeleria caudata
- Koeleria cenisia
- Koeleria cheesemanii
- Koeleria crassipes
- Koeleria delavignei
- Koeleria embergeri
- Koeleria eriostachya
- Koeleria fueguina
- Koeleria glauca
- Stor tofsäxing (Koeleria grandis)
- Koeleria heribaudii
- Koeleria hirsuta
- Koeleria hungarica
- Koeleria inaequaliglumis
- Koeleria karavajevii
- Koeleria kurtzii
- Koeleria litvinowii
- Koeleria luerssenii
- Koeleria macrantha
- Koeleria mendocinensis
- Koeleria micrathera
- Koeleria mixta
- Koeleria nitidula
- Koeleria novozelandica
- Koeleria permollis
- Koeleria praeandina
- Koeleria pyramidata
- Koeleria rhodopea
- Koeleria riguorum
- Koeleria skrjabinii
- Koeleria splendens
- Koeleria thonii
- Koeleria tzvelevii
- Koeleria vallesiana
- Koeleria ventanicola
- Koeleria wilczekiana
- Koeleria vurilochensis